# Allan do Carmo
Allan Lopes Mamédio do Carmo (3 de agosto de 1989, Salvador, Bahía) es un nadador brasileño en aguas abiertas especialista en la distancia de 10 km. Fue medallista de oro en los Juegos Suramericanos de 2006 y de bronce en los Juegos Panamericanos de 2007. Participó en los Juegos Olímpicos de Pekín terminando en la posición 14 de los 10 km. Ese mismo año se había proclamado campeón sudamericano en los 10 km.

## Trayectoria

### Juegos Panamericanos de 2007
Tras ganar la prueba de 5 km en los Juegos Suramericanos de Buenos Aires en 2006, pese a que la prueba no era parte del calendario de los panamericanos, Allan llegó como uno de los favoritos para pasar las selectivas brasileñas a los Juegos de Río, el 12 de mayo de 2007 en Río de Janeiro, ganó la prueba de los 10 km con un registro de 2-06. En el Campeonato Mundial de Natación de 2007, Allan fue el mejor atleta americano logrando concluir la prueba de los 10 km en la posición 14.
Ya en los Juegos Panamericanos, había gran expectativa acerca de su desempeño y la posibilidad de lograr una medalla. El 14 de julio, se realizó la prueba de los 10 km en las Playas de Copacabana, Allan logró un tiempo de 2:03:53.7, siendo solo superado por los americanos Fran Crippen y Charles Peterson, adjudicándose la medalla de bronce de los juegos.

### Juegos Olímpicos de 2008
Allan logró su clasificación en el pre olímpico de China donde terminó sexto. Prueba realizada en el mismo lugar donde se realizarían las pruebas  en los Juegos Olímpicos.
En Pekín se realizaron por primera vez las pruebas de Natación en aguas abiertas, desarrollándolas en el Parque Olímpico de Remo-Piragüismo de Shunyi.
El desempeño de Allan en Pekín fue regular, terminó en la posición catorce, llegando a estar en la décima posición hasta los últimos 250 m. Su participación en los juegos concluyó con un tiempo de 1-52:16.6; la prueba fue ganada por el holandés Maarten van der Weijden.

### Pan Pacíficos de 2010
Carmo finalizó en la cuarta posición de la maratón de 10 km de los Pan-Pacífico de 2010, con un tiempo de 1:56:04.67, a dos minutos del Canadiense Richard Weinberger.

### Campeonato Mundial de Natación de 2011
En el Campeonato Mundial de Natación de 2011 en Shanghái, do Carmo fue quinto en los 25 km, con un tiempo de 5:11:32.2, sin embargo, mostró un pobre rendimiento en la maratón de los 10 kilómetros, cuando terminó la carrera más lejos del podio, siendo cincuenta, con un tiempo de 2:05:42.5.

### Juegos Panamericanos de 2011
En los Juegos Panamericanos de 2011 en Guadalajara, Allan terminó séptimo en el Maratón de 10 km.

### Clasificatorio Olímpico de 2012
En 2012, do Carmo buscó clasificar a los Juegos Olímpicos de Londres 2012, al participar en el maratón olímpico clasificatorio, celebrado en Setúbal, Portugal. [8] Él compitió contra un campo de 61 nadadores de aguas abiertas; sin embargo, no logró clasificarse para sus segundos Juegos Olímpicos, después de terminar en el lugar décimo noveno, con un tiempo de 1:46:38.0.